# Woldzigt
Woldzigt is een windmolen in het Noord-Drentse dorp Roderwolde.
Woldzigt is gebouwd in 1852 en is nog regelmatig in bedrijf. Een groep enthousiaste vrijwilligers organiseert regelmatig evenementen in en om de molen.
Uniek aan deze molen is dat deze zowel voor het malen van graan als voor het slaan van olie kan worden gebruikt. De molen heeft twee koppel maalstenen voor het malen van graan en een oliewerk met een koppel kantstenen voor het slaan van olie.
Het wiekenkruis is Oudhollands opgetuigd. De gietijzeren bovenas is van 1904. De molen bezit een kammenluiwerk en heeft een voeghouten kruiwerk, dat met een kruilier bediend wordt.
Op de voormalige graanzolder is sinds 1974 het Nederlands Graanmuseum gevestigd.
- Polygoonjournaal,25 april 1961: Oude oliemolen weer in bedrijf